# Capita così
Capita così è un singolo del cantautore italiano Brunori Sas, pubblicato il 27 marzo 2020 come terzo estratto dal quinto album in studio Cip!.

## Descrizione
La scelta di pubblicare il brano, scritto assieme a Dimartino, come singolo era già stata annunciata nel mese precedente durante un'intervista al programma Radio Italia Live.